# German Chapter of the ACM

Logo des German Chapter of the Association for Computing Machinery (GChACM)

Das German Chapter of the Association for Computing Machinery (kurz German Chapter of the ACM bzw. GChACM) ist eine Fachgesellschaft für Informatik in Praxis und Theorie mit Sitz in München.
Das GChACM wurde 1968 als erste derartige Fachgesellschaft in der Bundesrepublik Deutschland gegründet. Es ist die deutsche Sektion der internationalen Association for Computing Machinery (ACM). Aus rein rechtlichen Gründen wurde das German Chapter in Deutschland als eigenständiger gemeinnütziger Verein gegründet, es hat also eine eigene Mitgliedschaft, Vereinsorgane und einen eigenen Haushalt. Natürlich ist es darüber hinaus der internationalen Organisation ACM sehr eng verbunden, was sich unter anderen in der Entsendung hochkarätiger Vortragender aus den USA zu manchen Veranstaltungen des German Chapter ausdrückt.
Der Schwerpunkt der Vereinsarbeit ist die Förderung der Vernetzung und des Wissensaustauschs zwischen Informatikern mit starkem Praxisbezug. Das äußert sich in den von ihm veranstalteten beziehungsweise mitveranstalteten Tagungen, zu denen derzeit regelmäßig unter anderem "Software Engineering im Unterricht der Hochschulen" (SEUH), "Mensch und Computer" (MuC) sowie "Software Engineering Live" gehören. Die meisten Interessierten erreicht das German Chapter jedoch über die 34 Regionalgruppen in vielen Städten in Bundesrepublik, die es zusammen mit der Gesellschaft für Informatik e.V. (GI) betreibt, mit der es seit Anfang 2004 assoziiert ist. In diesen Regionalgruppen finden regelmäßig Vortragsveranstaltungen statt, in denen Informatiker auch nach Abschluss ihrer Ausbildung ihren Wissensstand aktualisieren können. Spezialisierte Arbeitsgruppen sowie informelle Zusammenkünfte fördern die Vernetzung.
Die Gesellschaft verleiht seit 2023 den Albert-Endres-Award, benannt nach ihrem Gründer und Pionier des Software Engineering in Deutschland. Erste Trägerin der Auszeichnung war 2023 Ruth Breu, Preisträger 2024 ist Gerhard Schimpf.

## Vorstand
Aktuelle Vorstandsperiode 2024–2025 gemäß der GChACM-Wahlleitung 2023 (amtliches Wahlprotokoll):
- Chairman (Vorsitzende): Marc-Oliver Pahl
- Vice Chairman (Stellvertretende Vorsitzende): Sebastian Schöffel

Liste der Chairmen seit Gründung:
- 1968–1971: Albert Endres
- 1971–1973: Horst Hünke
- 1973–1974: Rudolf J. Beuerlein
- 1974–1976: Peter Schnupp
- 1976–1977: Rudolf J. Beuerlein
- 1977–1980: Peter Schnupp
- 1980–1981: Johann Klopcic
- 1982–1983: Walter Heldmann
- 1984–1986: Peter Gorny
- 1987–1988: Klaus Pasedach
- 1989–1994: Hans-Joachim Habermann
- 1994–1996: Sabine Jausel-Hüsken
- 1996–2001: Wolf-Rüdiger Gawron
- 2002–2003: Andreas Schwald
- 2004–2007: Thomas Matzner
- 2008–2011: Gerhard Schimpf
- 2012–2015: Axel Kern
- 2016–2019: Hans-Joachim Hof
- 2020–2023: Ernst-Oliver Wilhelm
- 2024–2025: Marc-Oliver Pahl